# Candamu
Candamu (en castellà Candamo) és un conceyu de la Comunitat Autònoma del Principat d'Astúries. Limita a l'est amb Les Regueres, al sud amb Grado, al nord amb Illas, Castrillón i Soto del Barco i a l'oest amb Pravia i Salas. Aquest conceyu destaca tant per la Caverna de la Penya com per la seva horta, tenint una importància gairebé vital per a Candamu la maduixa, celebrant-se el primer cap de setmana de Juny el Festival de la Maduixa.

## Història
Candamu i especialment els marges del riu Nalón, són una zona de gran riquesa de jaciments del Paleolític. Un jaciment excepcional és la cova de la Penya de Candamu, descoberta en 1913, és ell més important conjunt d'art rupestre del Paleolític i el qual està més a l'occident. Del Neolític, també hi ha restes tumulars a les zones de Ventosa o de Valdemora. De l'època castrenya, destacarem tres emplaçaments: El Castiello a Praúa, La Pica en Murias, i El Castiello a San Tisu.
El període de la romanització, no ha deixat especials petjades en aquest conceyu, circumstància que contrasta amb la gran quantitat de restes romanes que hi ha en els conceyus limítrofs. En l'edat mitjana, cap al segle xi, les primeres referències documentades, són gràcies als arxius monàstics, ja en aquesta època es comença a marcar el territori del conceyu de Candamu, però només incloïa el marge dret del riu Nalón. És en el segle xii, quan comença a revelar-se una organització administrativa però molt vinculada als territoris de Pravia i Gozón. Durant el segle xiii, és quan la seva història administrativa sofreix un canvi, car es va integrar en la pobla de Grado, però mantenint la seva integritat territorial.
És en 1784 quan comença una època d'autonomia i allunyament, havent continus plets sobre repartiments i eleccions contra l'ajuntament de Grado. No seria fins a 1835, quan la Junta de Candamu es proclami de forma definitiva, corporació independent, ja que va tenir diversos intents anteriors d'independència fallits. Fins i tot tenint aquesta separació administrativa, Candamu estarà durant tot el segle xix unida a Grado per altres vincles, com el ramader i agrícola. A pesar de no comptar amb un sector industrial, la seva ideologia està majoritàriament vinculada al moviment obrer. A la guerra civil espanyola, va fer una gran defensa per a impedir l'entrada de les columnes gallegues, després de la guerra la instal·lació de la zona industrial en el centre de la regió, va fer que Candamu seguís basant la seva economia en la tradició agrícola.

## Geografia
Té una població de 2.294 habitants, la seva capital és la vila de Grullos, i les localitats més poblades del conceyu són: San Román, Cueru, Ventosa, i Grullos. No té una principal via de comunicació, ja que el seu municipi està ocupat per una tupida xarxa de carreteres, autonòmiques i comarcals. Està a una distància de la capital del Principat de 32 quilòmetres. El seu relleu està bastant desgastat i els seus pics més alts superen en poc els 600 metres, com podem veure en el pic Grande amb 624 metres i el pic Pedrouzu de 614 metres. Altres altures ressenyables són: el Sollera de 598 metres, les Cruces de 539 metres, i la Matiella de 576 metres.
El principal curs fluvial és el Nalón, ja en el seu curs baix i els seus afluents: el Dele, el Reguirón i el Valle. El seu paisatge muntanyès, està marcat per espècies foranes: eucaliptuss, pins, i altres espècies que van anar amb les quals es va repoblar el conceyu. En el fons de les valls, la seva vegetació manté una rica varietat: freixes, oms, pollancres, salzes.

## Parròquies
El conceyu es divideix en 11 parròquies:
| - Aces - Cueru - Fenoeda - Grullos - Llameiru - Murias - Praúa - San Román - San Tisu - El Valle - Ventosa |

## Evolució demogràfica
Aquest conceyu, va tenir un augment de la seva població en les dues primera dècades del segle xx, arribant a la seva quota amb 6.098 habitants el 1920, Iniciant-se un descens només aturat a mitjan segle XX, començant en 1960 una nova acceleració d'emigrants, cap a les zones industrialitzades del centre d'Astúries, especialment a Avilés per la seva proximitat. El seu poblament, és el típic de les valls de mitja muntanya, amb petits nuclis de població, trobant-se la major concentració en la Vega del Nalón. Però aquesta població té una estructura molt envellida, ja que les persones majors de 60 anys són una tercera part de la població i les menors de 20 anys no arriben ni al 21% de la població total del conceyu. En conseqüència, s'espera que en els pròxims anys el seu despoblament s'incrementi.
| Gràfica de població de Candamu (Asturies) Censos de població | Gràfica de població de Candamu (Asturies) Censos de població | Gràfica de població de Candamu (Asturies) Censos de població |
| ------------------------------------------------------------ | ------------------------------------------------------------ | ------------------------------------------------------------ |
|                                                              |                                                              |                                                              |
|                                                              |                                                              |                                                              |
|                                                              | Font: Institut Nacional d' Estadística d'Espanya             |                                                              |

## Economia
La seva economia es basa en la tradició agrària i ramadera, especialitzant-se la ramaderia en les races frisona i asturiana. Quant a l'agricultura, Candamu és famós per la qualitat de la seva maduixa, que han obtingut recentment la denominació d'origen i celebrant-se cada any el primer cap de setmana de Juny el Festival de la Maduixa de Candamu. Igual que la maduixa, també són de molta qualitat tota mena de cultius hortofrutícoles, igual que en els conceyus veïns com Grado o Pravia. Potser aquesta qualitat es degui a la proximitat de les aigües del Nalón. El sector industrial no té tot just aparició en aquest conceyu, però per contra, en els últims anys s'està desenvolupant una xarxa de turisme i serveis al voltant del Nalón, amb restaurants, hotels i atraccions d'esport rural, aquàtic i de muntanya.

## Política
Al conceyu de Candamu, des de 1979, el partit que més temps ha governat ha estat el PSOE. Des de 1993, l'alcalde d'aquest conceyu és el socialista José Antonio García Vega.
|      | PSOE | PP | IU-BA | CDS | Altres | Total |
| ---- | ---- | -- | ----- | --- | ------ | ----- |
| 1979 | 1    | 0  | 6     | 0   | 4      | 11    |
| 1983 | 1    | 2  | 8     | -   | 0      | 11    |
| 1987 | -    | -  | 3     | 2   | 6      | 11    |
| 1991 | 9    | 0  | 2     | 0   | 0      | 11    |
| 1995 | 7    | 3  | 1     | -   | 0      | 11    |
| 1999 | 9    | 1  | 1     | -   | 0      | 11    |
| 2003 | 8    | 2  | 1     | -   | 0      | 11    |
| 2007 | 8    | 2  | 1     | -   | 0      | 11    |

## Candamins il·lustres
- José Valdés, polític i escriptor del segle xviii,fou corregidor de Burgos.
- Jesús Fernández, Prossista i poeta nascut el 25 de març de 1863 an Llamero.
- Hernando Miranda, governador de Florida en el segle xvi.